# 1908 في ألمانيا
فيما يلي قوائم الأحداث التي وقعت خلال عام 1908 في ألمانيا.

## ظهور
- 1 يناير – جرترود كتاب من تأليف هرمان هيسه.

## مواليد

### يناير
- 1 يناير – عزريئيل كارليباخ[1]
- 18 يناير – سيبيلا أميرة ساكس كوبورج وغوتا[2]
- 20 يناير – رودولف ريش دراج ألماني.

### مارس
- 5 مارس – لودفيغ غولدبرونر لاعب كرة قدم ألماني.[3]
- 26 مارس – هيلدا كراهوينكيل سبيرلنغ

### أبريل
- 15 أبريل – ألبرت نويبيرغر عالم بريطاني في الكيمياء الحيوية.[4]

### مايو
- 7 مايو – ماكس غرونديغ مهندس ألماني.[5]

### يونيو
- 6 يونيو – رودولف غرامليخ لاعب كرة قدم ألماني.[6]
- 16 يونيو – هانز ياكوب لاعب كرة قدم ألماني.[7]
- 18 يونيو – كارل هوهمان لاعب كرة قدم ألماني.[8]
- 19 يونيو – جيرهارد ماير[9]

### يوليو
- 31 يوليو – فرانتس مايرز رئيس الوزراء الرابع لولاية شمال الراين - ويستفاليا (1958-1966).[10]

### سبتمبر
- 15 سبتمبر – غيرد غايزر[11]
- 17 سبتمبر – يوهان جورج ارنست إنغلهارد فيزيائي ألماني.
- 30 سبتمبر – جوانا بادويج[12]

### أكتوبر
- 4 أكتوبر – ليزا ريش متزحلقة جبال الألب ألمانية.
- 9 أكتوبر – فيرنر فون هيفتن[13]

### ديسمبر
- 9 ديسمبر – سيغموند هارينغر لاعب كرة قدم ألماني.[14]

## وفيات

### مارس
- 19 مارس – إدوارد زيلر (مواليد 1814) فيلسوف ألماني.[15]

### مايو
- 18 مايو – غوستاف فنكلنبيرغ (مواليد 1837) سياسي أمريكي.[16]

### يونيو
- 19 يونيو – فريتز نول (مواليد 1858) عالم نبات ألماني.
- 27 يونيو – ألكسندر ماير (مواليد 1832)

### يوليو
- 10 يوليو – غوستاف كارل فيلهلم هيرمان كارستن (مواليد 1817) عالم نبات ألماني.[17]
- 11 يوليو – فريدريش تارون (مواليد 1876) لاعب كرة مضرب ألماني.

### سبتمبر
- 15 سبتمبر – فريدريك أدلر (مواليد 1827)[18]
- 23 سبتمبر – جيمس موسر (مواليد 1852) فيزيائي نمساوي.